# Phyllotreta
Phyllotreta är ett släkte av skalbaggar som beskrevs av Louis Alexandre Auguste Chevrolat 1837. Phyllotreta ingår i familjen bladbaggar.

## Bildgalleri

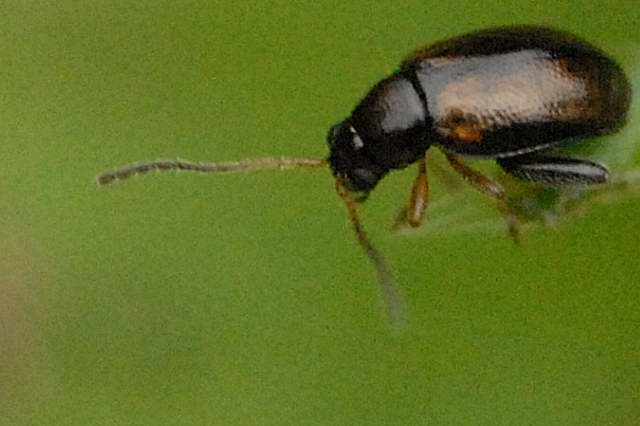
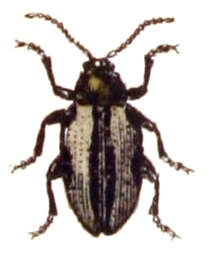
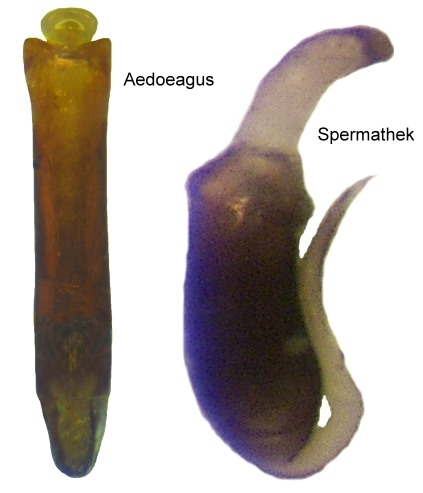
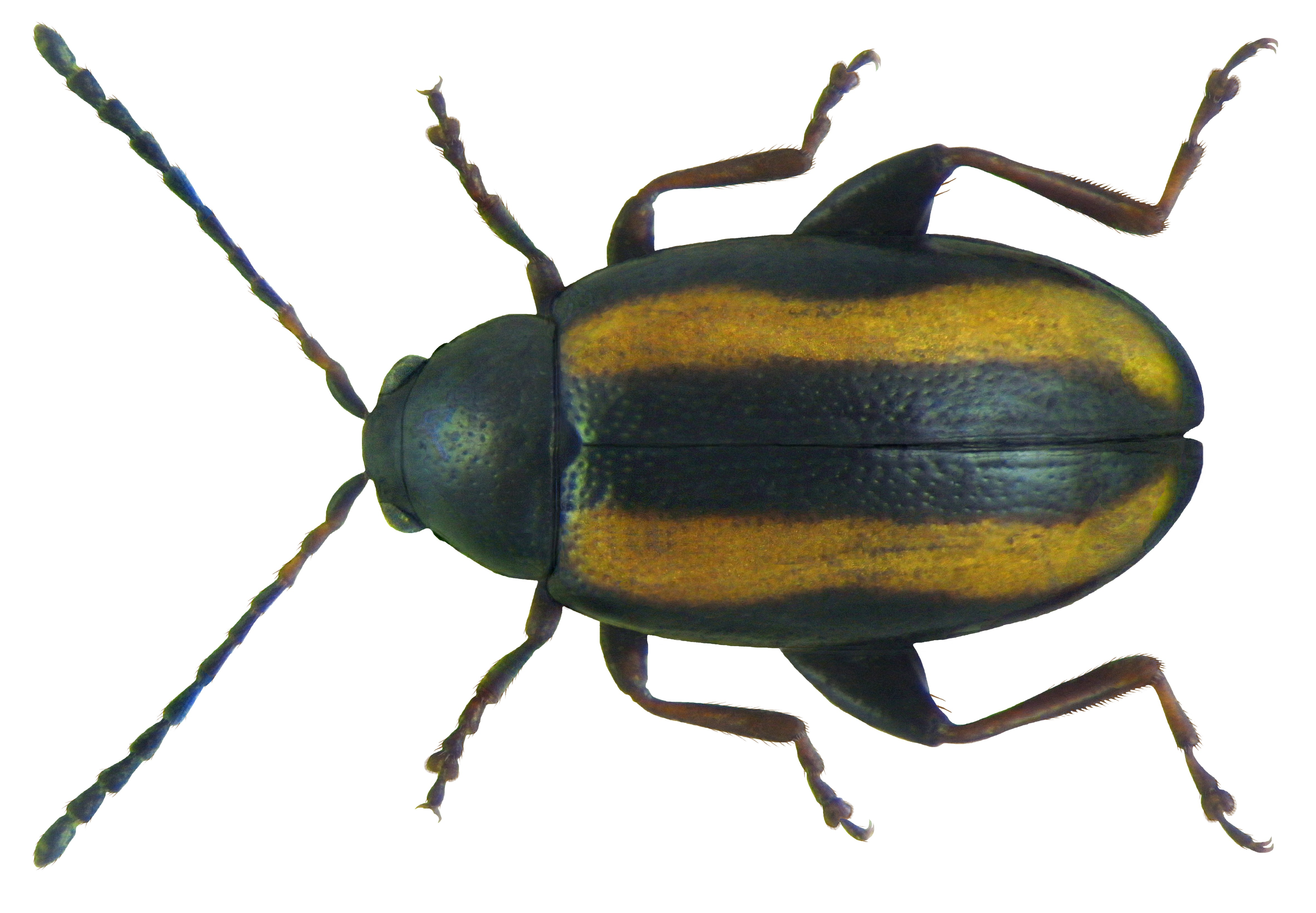
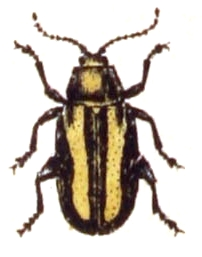
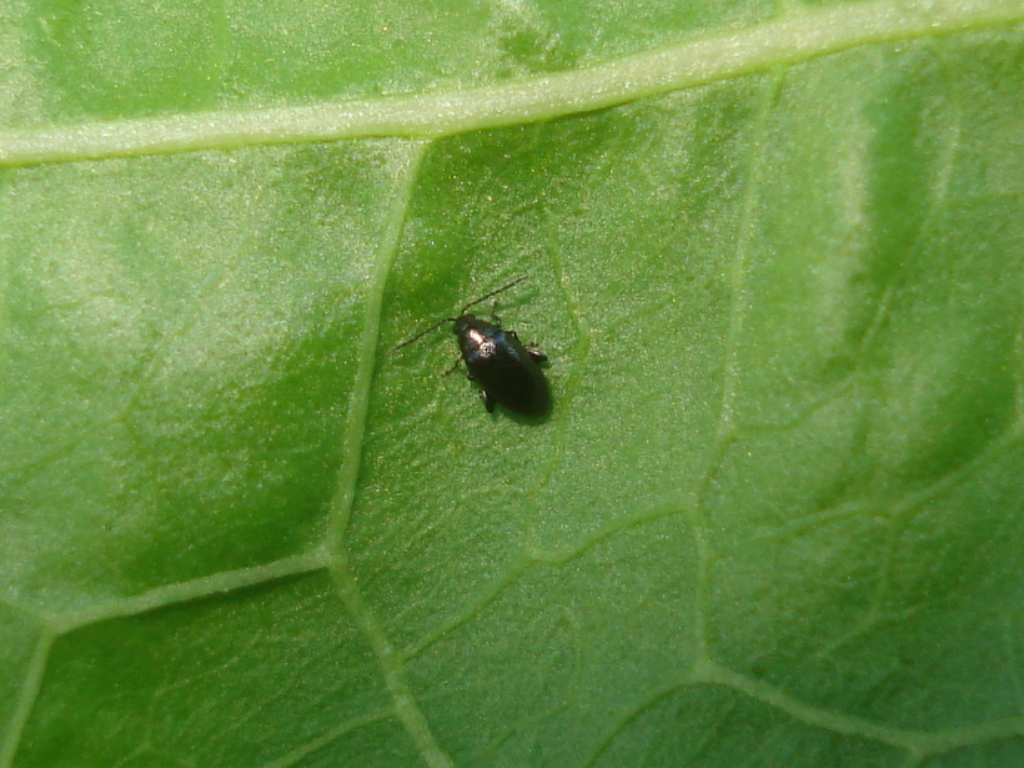

## Dottertaxa tillPhyllotreta, i alfabetisk ordning[1][2]
- Phyllotreta aeneicollis
- Phyllotreta aerea
- Phyllotreta alberta
- Phyllotreta albionica
- Phyllotreta arcuata
- Phyllotreta armoraciae
- Phyllotreta astrachanica
- Phyllotreta atra
- Phyllotreta attenuata
- Phyllotreta bipustulata
- Phyllotreta bisinuata
- Phyllotreta brevipennis
- Phyllotreta chalybeipennis
- Phyllotreta conjuncta
- Phyllotreta constricta
- Phyllotreta cruciferae
- Phyllotreta decipiens
- Phyllotreta denticornis
- Phyllotreta dilatata
- Phyllotreta dolichophalla
- Phyllotreta emarginata
- Phyllotreta exclamationis
- Phyllotreta flexuosa
- Phyllotreta fulgida
- Phyllotreta herbacea
- Phyllotreta inconspicua
- Phyllotreta inordinata
- Phyllotreta laticornis
- Phyllotreta lepidula
- Phyllotreta lewisii
- Phyllotreta liebecki
- Phyllotreta lindahli
- Phyllotreta nemorum
- Phyllotreta nigripes
- Phyllotreta oblonga
- Phyllotreta obtusa
- Phyllotreta ochripes
- Phyllotreta oregonensis
- Phyllotreta ovalis
- Phyllotreta perspicua
- Phyllotreta polita
- Phyllotreta prasina
- Phyllotreta procera
- Phyllotreta pusilla
- Phyllotreta ramosa
- Phyllotreta ramosoides
- Phyllotreta robusta
- Phyllotreta spatulata
- Phyllotreta striolata
- Phyllotreta subnitida
- Phyllotreta tetrastigma
- Phyllotreta transversovalis
- Phyllotreta ulkei
- Phyllotreta undulata
- Phyllotreta utanula
- Phyllotreta viridicyanea
- Phyllotreta vittula
- Phyllotreta zimmermanni